# 515-й истребительный авиационный полк
515-й истребительный авиационный Померанский ордена Богдана Хмельницкого полк — воинская часть вооружённых СССР в Великой Отечественной войне.

## История
Сформирован 6 июня 1941 года как 12-й истребительный авиационный полк, переименован в 515-й истребительный авиационный полк 20 сентября 1941 года.
В составе действующей армии с 5 июля 1941 по 28 июля 1941 как 12-й истребительный авиационный полк, с 1 октября 1941 по 18 февраля 1942, с 5 мая 1942 по 7 сентября 1942, со 2 января 1943 по 15 апреля 1943, с 10 июля 1943 по 6 декабря 1943, с 7 июля 1944 по 7 сентября 1944 и с 21 ноября 1944 по 9 мая 1945 года.
С 5 по 28 июля 1941 года, имея на вооружении самолёты И-16 и И-153, действовал в составе 38-й истребительной авиационной дивизии на Западном фронте, отчитался о 15 сбитых самолётах противника.
В июле выведен в тыл в 8-й запасной истребительный полк (Багай-Барановка, Саратовская область) на переучивание и укомплектование истребителями Як-1. В конце сентября 1941 года, будучи уже 515-м полком, вылетел на рубеж Волхова, где вошёл в состав 2-й резервной авиагруппы и с 1 октября 1941 по 5 февраля 1942 действует в ходе в Тихвинских оборонительной и наступательной операций, Любанской операции. За это время отчитался об уничтожении 21 самолёта противника, 974 боевых вылетах, 53 воздушных боях и 68 штурмовках.
В феврале 1942 года убыл на переформирование и укомплектование снова в 8-й запасной истребительный полк. С 15 мая 1942 года вновь приступил к боевой работе с аэродрома Старый Оскол, в составе 206-й истребительной авиационной дивизии, сначала в составе Брянского фронта, с 30 мая 1942 года в составе Юго-Западного фронта, действует в частности в районе Лозовая, с 18 июля 1942 года в составе Сталинградского фронта. В августе 1942 года базируется на центральном аэродроме Сталинграда. 9 сентября 1942 года убыл в тыл на переформирование в Новосибирск. За этот период полк отчитался о 37 сбитых самолётах противника.
В первые дни января 1943 года, имея в составе наряду с Як-1 и Як-7, поступил на Воронежский фронт, где с 15 января 1943 по 10 апреля 1943 года с аэродрома Бутурлиновка ведёт боевую деятельность, отчитался о 20 сбитых самолётах противника и 15 апреля 1943 года убыл в 6-й запасной истребительный полк (Рассказово, Тамбовская область).
Вновь поступил на передовую с началом Курской битвы и до декабря 1943 года действует в составе Степного (с октября 1943 2-го Украинского) фронта. За этот период отчитался о 66 сбитых самолётах. В августе 1943 года базируется юго - западнее Белгорода, действует в районах Харькова, Мерефы, Полтавы, Богодухова. Осенью 1943 года прикрывает плацдармы на Днепре между Днепропетровском и Днепродзержинском.
В декабре 1943 года убыл с фронта, с мая 1944 года базируется в Кировограде. Вновь начал боевую деятельность только с 18 июля 1944 года на 1-м Белорусском фронте, будучи перевооружённым на Як-9Т. В ходе Люблин-Брестской операции прикрывает с воздуха форсирование наземными войсками Западного Буга, Вислы, прикрывает Магнушевский плацдарм, участвует в освобождении Люблина. В период до 21 августа 1944 года сбил 38 самолётов противника. На август 1944 года базируется на аэродроме Подлюдовка севернее Люблина. С сентября по конец ноября 1944 года находится в резерве.
Приступил к боям с началом Висло-Одерской операции с 16 января 1945 года наряду с Як-9 имея на вооружении и Як-3. В январе 1945 года базировался на аэродроме Шрода близ Познани. Действует, в частности, над городами Хелм, Лодзь. В феврале-марте 1945 года прикрывает наземные войска в ходе Восточно-Померанской операции, действуя в частности над городами Штеттин, Альтдамм. Так, 28 февраля 1945 года прикрывает массированный удар штурмовиков 724-го штурмового полка по аэродрому Финовфурт.
С 16 апреля 1945 года полк ведёт боевые действия в ходе Берлинский операции. 28 апреля 1945 года полк, практически под огнём, перебазировался на берлинский аэродром Темпельхоф, откуда и совершил свои последние вылеты в ходе войны. С января по май 1945 года отчитался о 52 сбитых самолётах противника.
Последним заданием полка стало сопровождение 8 мая 1945 года самолётов с английской, американской и французской военными делегациями, летевших в Берлин с аэродрома Стендаль для подписания акта капитуляции Германии, а также самолёт на котором летел Вильгельм Кейтель 
Полк был расформирован только в августе 1989 года. На тот момент он находился в Венгрии в/ч 49712, аэродром Текель., на вооружении полка состояли МиГ-29. Ранее, в 1952-57гг. базировался на аэродроме Николаев (по другим данным - Херсон), ОдВО, на МиГ-29 перевооружался с МиГ-21бис

## Подчинение
| Дата            | Фронт (округ)             | Армия                | Корпус                                 | Дивизия                                  | Примечания                                   |
| --------------- | ------------------------- | -------------------- | -------------------------------------- | ---------------------------------------- | -------------------------------------------- |
| 01.07.1941 года | Резерв Ставки ВГК         | -                    | -                                      | 38-я истребительная авиационная дивизия  | в составе дивизии с 05.07.1941 по 28.07.1941 |
| 10.07.1941 года | Западный фронт            | -                    | -                                      | 38-я истребительная авиационная дивизия  | -                                            |
| 01.08.1941 года | -                         | -                    | -                                      | -                                        | на переформировании                          |
| 01.09.1941 года | -                         | -                    | -                                      | -                                        | на переформировании                          |
| 01.10.1941 года | -                         | 4-я отдельная армия  | 2-я резервная авиационная группа       | -                                        | -                                            |
| 01.11.1941 года | Ленинградский фронт       | -                    | 2-я резервная авиационная группа       | -                                        | -                                            |
| 01.12.1941 года | Ленинградский фронт       | -                    | 2-я резервная авиационная группа       | -                                        | -                                            |
| 01.01.1942 года | Волховский фронт          | -                    | 2-я резервная авиационная группа       | -                                        | -                                            |
| 01.02.1942 года | Волховский фронт          | 59-я армия           | 2-я резервная авиационная группа       | -                                        | до 05.02.1942                                |
| 01.03.1942 года | Резерв Ставки ВГК         | -                    | -                                      | -                                        | -                                            |
| 01.04.1942 года | Приволжский военный округ | -                    | -                                      | -                                        | -                                            |
| 01.05.1942 года | Резерв Ставки ВГК         | -                    | -                                      | -                                        | с 15.05.1942 в составе 206-й иад             |
| 01.06.1942 года | Юго-Западный фронт        | -                    | -                                      | 206-я истребительная авиационная дивизия | -                                            |
| 01.07.1942 года | Юго-Западный фронт        | -                    | -                                      | 206-я истребительная авиационная дивизия | -                                            |
| 01.08.1942 года | Сталинградский фронт      | -                    | -                                      | 206-я штурмовая авиационная дивизия      | -                                            |
| 01.09.1942 года | Сталинградский фронт      | -                    | -                                      | 206-я штурмовая авиационная дивизия      | -                                            |
| 01.10.1942 года | Приволжский военный округ | -                    | -                                      | -                                        | -                                            |
| 01.11.1942 года | Московский военный округ  | -                    | -                                      | -                                        | -                                            |
| 01.12.1942 года | Резерв Ставки ВГК         | -                    | -                                      | -                                        | -                                            |
| 01.01.1943 года | Резерв Ставки ВГК         | -                    | -                                      | -                                        | -                                            |
| 01.02.1943 года | Воронежский фронт         | 2-я воздушная армия  | -                                      | 227-я штурмовая авиационная дивизия      | -                                            |
| 01.03.1943 года | Воронежский фронт         | 2-я воздушная армия  | -                                      | 227-я штурмовая авиационная дивизия      | -                                            |
| 01.04.1943 года | Воронежский фронт         | 2-я воздушная армия  | -                                      | 227-я штурмовая авиационная дивизия      | -                                            |
| 01.05.1943 года | Приволжский военный округ | -                    | -                                      | -                                        | -                                            |
| 01.06.1943 года | Приволжский военный округ | -                    | -                                      | -                                        | -                                            |
| 01.07.1943 года | Приволжский военный округ | -                    | -                                      | -                                        | -                                            |
| 01.08.1943 года | Степной фронт             | 5-я воздушная армия  | 4-й истребительный авиационный корпус  | 294-я истребительная авиационная дивизия | -                                            |
| 01.09.1943 года | Степной фронт             | 5-я воздушная армия  | 4-й истребительный авиационный корпус  | 294-я истребительная авиационная дивизия | -                                            |
| 01.10.1943 года | Степной фронт             | 5-я воздушная армия  | 4-й истребительный авиационный корпус  | 294-я истребительная авиационная дивизия | -                                            |
| 01.11.1943 года | 2-й Украинский фронт      | 5-я воздушная армия  | 4-й истребительный авиационный корпус  | 294-я истребительная авиационная дивизия | -                                            |
| 01.12.1943 года | 2-й Украинский фронт      | 5-я воздушная армия  | 4-й истребительный авиационный корпус  | 294-я истребительная авиационная дивизия | -                                            |
| 01.01.1944 года | 2-й Украинский фронт      | 5-я воздушная армия  | 4-й истребительный авиационный корпус  | 294-я истребительная авиационная дивизия | -                                            |
| 01.02.1944 года | 2-й Украинский фронт      | 5-я воздушная армия  | 4-й истребительный авиационный корпус  | 294-я истребительная авиационная дивизия | -                                            |
| 01.03.1944 года | Харьковский военный округ | -                    | 13-й истребительный авиационный корпус | 193-я истребительная авиационная дивизия | -                                            |
| 01.04.1944 года | Харьковский военный округ | -                    | 13-й истребительный авиационный корпус | 193-я истребительная авиационная дивизия | -                                            |
| 01.05.1944 года | Харьковский военный округ | -                    | 13-й истребительный авиационный корпус | 193-я истребительная авиационная дивизия | -                                            |
| 01.06.1944 года | Одесский военный округ    | -                    | 13-й истребительный авиационный корпус | 193-я истребительная авиационная дивизия | -                                            |
| 01.07.1944 года | Одесский военный округ    | -                    | 13-й истребительный авиационный корпус | 193-я истребительная авиационная дивизия | -                                            |
| 01.08.1944 года | 1-й Белорусский фронт     | 6-я воздушная армия  | 13-й истребительный авиационный корпус | 193-я истребительная авиационная дивизия | -                                            |
| 01.09.1944 года | 1-й Белорусский фронт     | 16-я воздушная армия | 13-й истребительный авиационный корпус | 193-я истребительная авиационная дивизия | -                                            |
| 01.10.1944 года | Резерв Ставки ВГК         | -                    | 13-й истребительный авиационный корпус | 193-я истребительная авиационная дивизия | -                                            |
| 01.11.1944 года | Резерв Ставки ВГК         | -                    | 13-й истребительный авиационный корпус | 193-я истребительная авиационная дивизия | -                                            |
| 01.12.1944 года | 1-й Белорусский фронт     | 16-я воздушная армия | 13-й истребительный авиационный корпус | 193-я истребительная авиационная дивизия | -                                            |
| 01.01.1945 года | 1-й Белорусский фронт     | 16-я воздушная армия | 13-й истребительный авиационный корпус | 193-я истребительная авиационная дивизия | -                                            |
| 01.02.1945 года | 1-й Белорусский фронт     | 16-я воздушная армия | 13-й истребительный авиационный корпус | 193-я истребительная авиационная дивизия | -                                            |
| 01.03.1945 года | 1-й Белорусский фронт     | 16-я воздушная армия | 13-й истребительный авиационный корпус | 193-я истребительная авиационная дивизия | -                                            |
| 01.04.1945 года | 1-й Белорусский фронт     | 16-я воздушная армия | 13-й истребительный авиационный корпус | 193-я истребительная авиационная дивизия | -                                            |
| 01.05.1945 года | 1-й Белорусский фронт     | 16-я воздушная армия | 13-й истребительный авиационный корпус | 193-я истребительная авиационная дивизия | -                                            |

## Командиры
- 1942 — 08.09.42: майор Баранов Степан Викентьевич,
- 09.09.42 — 15.11.42 (врио): капитан Костюченко Михаил Исаакович,
- 15.11.42 — 1943: майор Максимов Фёдор Иванович,
- 03.04.43 — 05.45:  подполковник Громов, Георгий Васильевич

## Награды и наименования
| Награда                                | Дата награждения | За что получена |
| -------------------------------------- | ---------------- | --- |
| Орден Богдана Хмельницкого III степени | -                | За отличия в боях за овладение городом Радом |
| Померанский                            | 05.04.1945       | за отличие при прорыве обороны противника восточнее г. Штаргард и овладении городами Бервальде, Темпельбург, Фалькенбург, Драмбург, Вангерин, Лабес, Фрайенвальде, Шифельбайн, Регенвальде и Кезлин. |

## Отличившиеся воины полка
| Награда        | Ф.И.О.                       | Должность                        | Звание            | Дата награждения | Примечания                             |
| -------------- | ---------------------------- | -------------------------------- | ----------------- | ---------------- | -------------------------------------- |
|                | Громов, Георгий Васильевич   | командир полка                   | подполковник      | 15.05.1946       | -                                      |
|                | Губич, Владимир Михайлович   | лётчик                           | младший лейтенант | -                | 14.03.1943 таранил Bf 109, остался жив |
| Наградные часы | Кочуев, Иван Емельянович     | командир эскадрильи              | старший лейтенант | -                | 13.06.1942 таранил Bf 109, остался жив |
| -              | Марьин, Виктор Александрович | заместитель командира эскадрильи | старший лейтенант | -                | 28.08.1943 таранил Fw 189, остался жив |
|                | Тюлькин, Михаил Николаевич   | штурман полка                    | майор             | 15.05.1946       | -                                      |